# Гайнц-Гюнтер Гудеріан
Гайнц-Гюнтер Гудеріан (нім. Heinz-Günther Guderian; 23 серпня 1914, Гослар — 25 вересня 2004, Бонн) — німецький офіцер, оберстлейтенант вермахту, генерал-майор і інспектор бронетанкових військ бундесверу.  Кавалер Лицарського хреста Залізного хреста.
Старший син генерала-полковника вермахту Гайнца Вільгельма Гудеріана, засновника німецьких танкових військ.

## Біографія
1 квітня 1933 року розпочав свою офіцерську кар'єру в німецькій армії, ставши кадетом. У 1935 році став лейтенантом, служив батальйонним і полковим ад'ютантом і командиром роти в 1-му і 35-му танкових полках.
Брав участь у Польській і Французькій кампаніях, під час останньої був двічі поранений.
До 1942 році закінчив офіцерський коледж Генерального штабу і в 1942 році і призначений командиром підрозділу бронемашин в складі 116-ї танкової дивізії, проходячи стажування при штабі дивізії.
У 1943 році Гайнц-Гюнтер отримав звання оберст-лейтенанта і став офіцером штабу по операціях в 116-ї танкової дивізії. 
Також за війну він написав кілька пропагандистських есе для книги про німецькі танкові війська.
У 1956 році він почав службу оберст-лейтенантом в німецькому Бундесвері, в 1958 році - командир 3-го танкового батальйону, пізніше - 174-го батальйону і 14-ї танкової бригади. Потім займав штабні посади.
У 1967 році, як і його батько, став інспектором танкових військ. У 1972 році йому було присвоєно звання генерал-майора. У 1974 році пішов у відставку.

## Сім'я
Мав 5 дітей. Один із синів в 1972 році поступив на службу лейтенантом в легку піхоту бундесверу.

## Звання
- Лейтенант (1 квітня 1935)
- Оберлейтенант (1 червня 1938)
- Гауптман (1 серпня 1940)
- Майор (1 січня 1943)
- Оберстлейтенант (9 листопада 1944)
- Оберст (29 липня 1960)
- Бригадний генерал (18 травня 1963)
- Генерал-майор (2 жовтня 1968)

## Нагороди
- Медаль «За вислугу років у Вермахті» 4-го класу (4 роки)
- Залізний хрест 2-го і 1-го класу
- Нагрудний знак «За танкову атаку»
- Нагрудний знак «За поранення» в сріблі
- Хрест Воєнних заслуг 2-го класу з мечами
- Лицарський хрест Залізного хреста (5 жовтня 1944) — тричі був представлений до нагороди; вручений його батьком генерал-полковником Гудеріаном.
- Командорський хрест ордена «За заслуги перед Федеративною Республікою Німеччина» (21 грудня 1972)